# ISO 3166-2:BG
ISO 3166-2:BG è uno standard ISO che definisce i codici geografici della Bulgaria ed è un sottogruppo del codice ISO 3166-2.
Tali codici sono stati assegnati ai 28 distretti e sono formati dalla sigla BG-, seguita da un codice numerico a due cifre compreso tra 01 e 28.

## Lista dei codici
| Codice | Distretto          |
| ------ | ------------------ |
| BG-01  | Blagoevgrad        |
| BG-02  | Burgas             |
| BG-03  | Varna              |
| BG-04  | Veliko Tărnovo     |
| BG-05  | Vidin              |
| BG-06  | Vraca              |
| BG-07  | Gabrovo            |
| BG-08  | Dobrič             |
| BG-09  | Kărdžali           |
| BG-10  | Kyustendil         |
| BG-11  | Loveč              |
| BG-12  | Montana            |
| BG-13  | Pazardžik          |
| BG-14  | Pernik             |
| BG-15  | Pleven             |
| BG-16  | Plovdiv            |
| BG-17  | Razgrad            |
| BG-18  | Ruse               |
| BG-19  | Silistra           |
| BG-20  | Sliven             |
| BG-21  | Smoljan            |
| BG-22  | Sofia              |
| BG-23  | Distretto di Sofia |
| BG-24  | Stara Zagora       |
| BG-25  | Tărgovište         |
| BG-26  | Haskovo            |
| BG-27  | Šumen              |
| BG-28  | Jambol             |